# Zhiji L7
Zhiji L7 je luxusní elektrický automobil vyráběný čínskou státní automobilkou SAIC Motor ve spolupráci s Zhangjiang Hi-Tech a Alibaba group. Vůz je přes pět metrů dlouhý a má rozvor 3,1 metru. Palubní deska je kompletně digitální. Premiéra proběhla v roce 2021 na autosalonu v Šanghaji. Cena jednoho kusu činila tehdy v přepočtu přibližně 2 900 000 Kč.

## Technologie
Automobil měl v první sérii baterie o celkové kapacitě 93 kWh a deklarovaným dojezdem až 650 kilometrů. Na rok 2022 byla ohlášena verze s lithium-iontovými bateriemi o celkové kapacitě 118 kWh, čímž se měl dojezd zvýšit na 1000 kilometrů. Maximální točivý moment je 700 Nm. Automobil lze nabíjet bezkontaktně výkonem až 11 Wattů. Výkon automobilu je 540 koní (400 kW). Automobil používá speciální operační systém.
Automobil nabízí mnoho asistenčních systémů:
- 12 radarů
- 12 lidarů
- 12 kamer
- 4 radary na milimetrové vlnové délce

Poloměr zatáčení vozu je 10,8 metru, což je méně, než u značně menšího vozu Volkswagen Golf. Při konstruování vozidla byl kladen důraz na snižování těžiště, které se nachází pouhých 50 milimetrů nad podvozkem vozu.

## Technické specifikace[7]

### Rozměry
- Délka: 5098 milimetrů
- Šířka: 1960 milimetrů
- Výška: 1482 milimetrů
- Rozvor: 3100 milimetrů
- Počet míst: 4

### Jízdní vlastnosti
- Dojezd: 615 km (v roce 2022 by měla vzniknout motorizace s dojezdem až 1000 km)
- Zrychlení 0–100 km/h: 3,9 sekundy
- Poloměr zatáčení: 10,8 metru

## Design

### Exteriér
U exteriéru automobilu bylo dbáno především na aerodynamiku. Automobil má digitální zpětná zrcátka.

### Interiér

#### Palubní deska
Palubní desce dominuje širokoúhlý displej s rozlišením 4320 na 720 px, což odpovídá 4K. Jde o displej typu AMOLED, který je mírně zakřivený. Jeho průměr je 12,8 palce.

#### Detaily
Většina detailů v interiéru je vyrobená z plastu a potažená kůží. Některé věci jsou však vyrobeny ze dřeva, které bylo nařezáno v italských Alpách.